# 1 Life

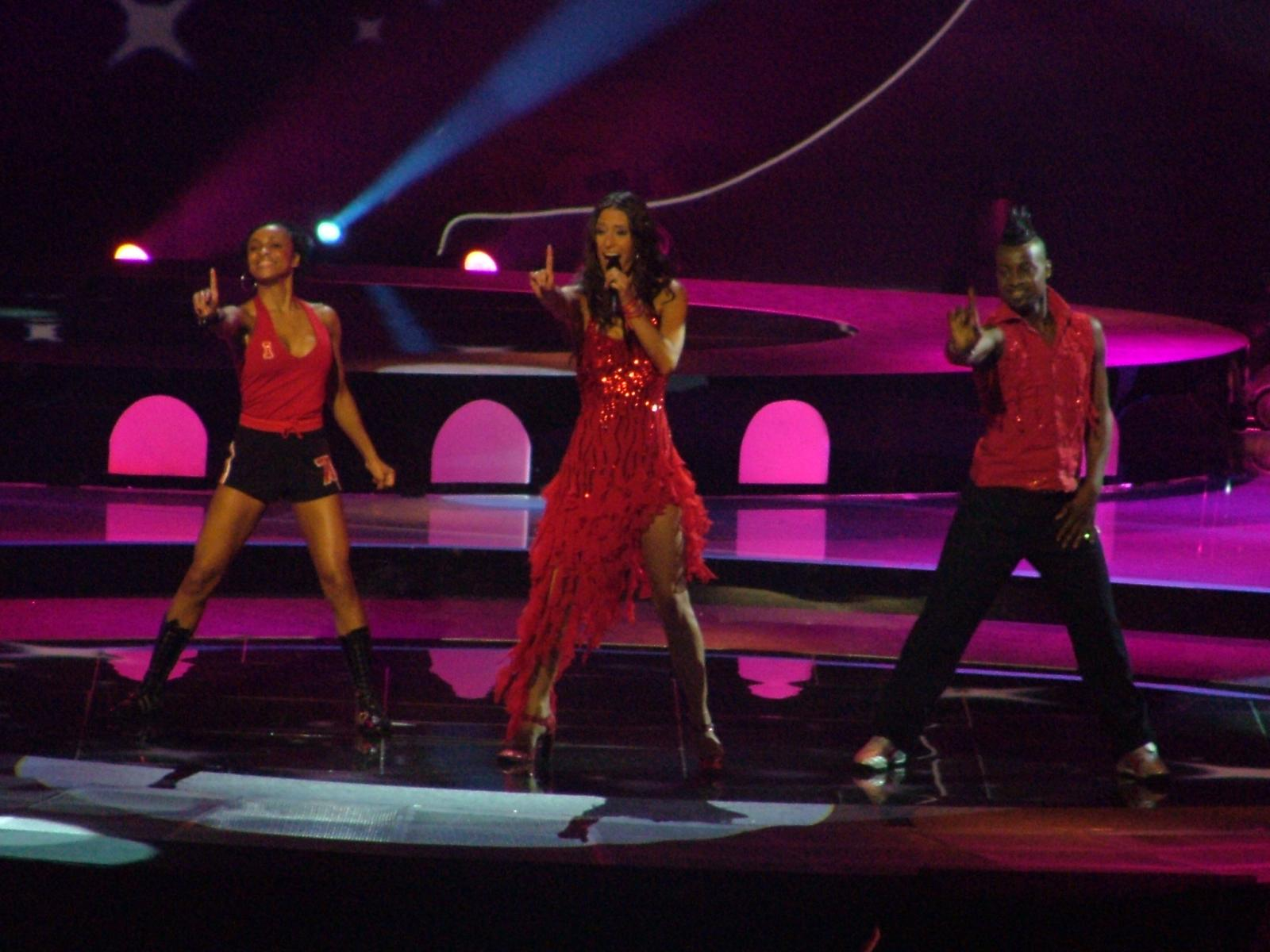
Xandee under Eurovision Song contest 2004 i Istanbul

"1 Life" är en låt framförd av den belgiska sångerskan Xandee. Låten representerade Belgien vid Eurovision Song Contest 2004 i Istanbul i Turkiet. Låten är skriven av Marc Paelinck och Dirk Paelinck.
Bidraget framfördes i finalen den 15 maj 2004. Det slutade på tjugoandra plats med 7 poäng och delade därmed näst sista plats med Irland.